# Arduíno de Ivrea
Arduíno (em italiano:  Arduino; c.955 - 14 de dezembro de 1015) foi um nobre italiano que foi rei da Itália de 1002 a 1014.
Em 990, Arduíno tornou-se Marquês de Ivrea e em 991 Conde do Palácio Sagrado de Latrão em Roma. Em 1002, depois da morte do Imperador Otão III, os nobres italianos elegeram-no Rei da Itália na Basílica de San Michele Maggiore em Pavia, tornando-o o primeiro não alemão a ocupar o trono italiano em 41 anos. Arduíno foi considerado a escolha da nobreza e contestado pelo episcopado, mas foi inicialmente apoiado pelo arcebispo de Milão.